# Ox Baker

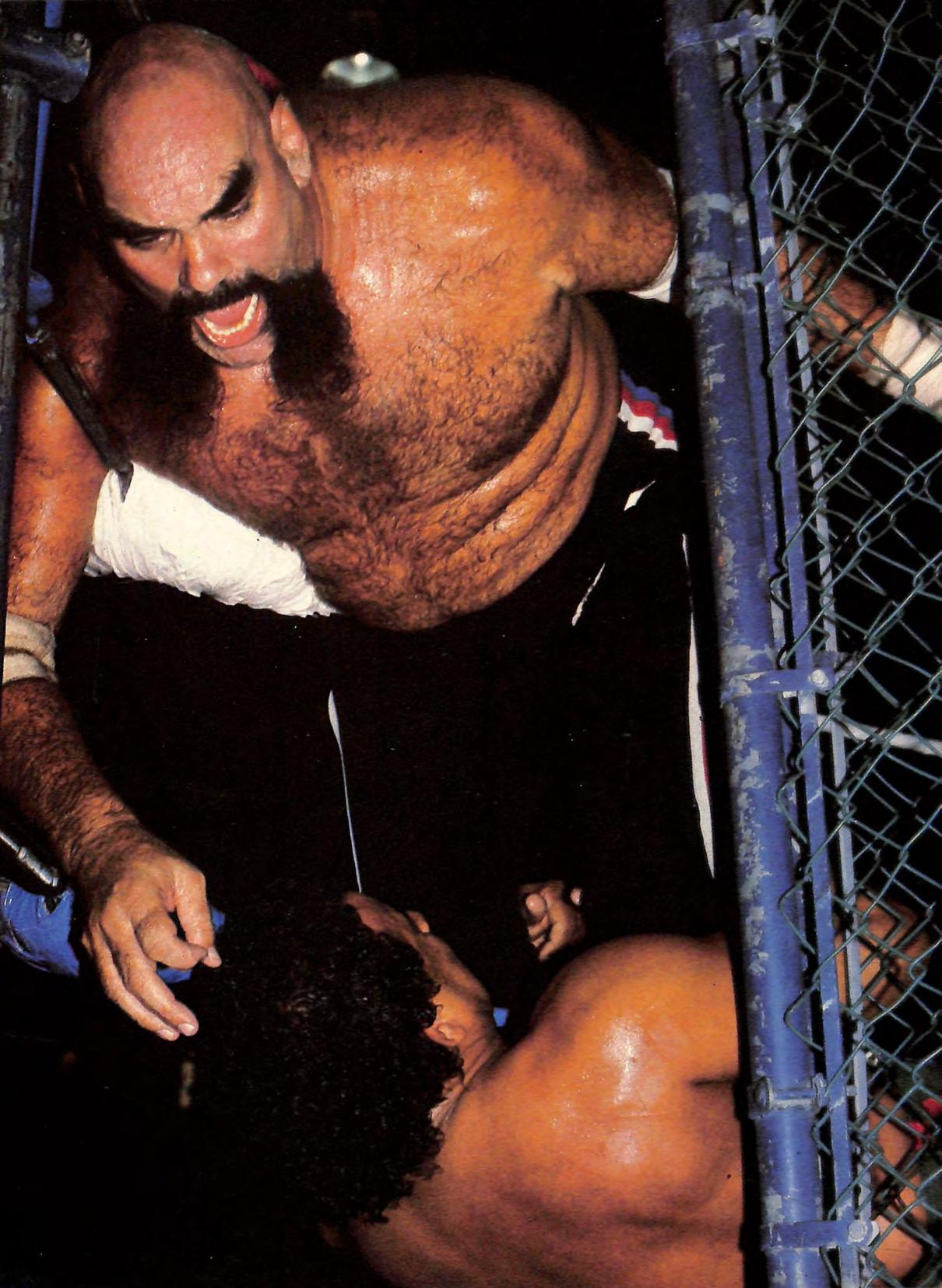
Ox Baker (góra) i Jose Gonzalez (dół) podczas meczu w stalowej klatce, około 1983

Ox Baker, właśc. Douglas Baker (ur. 19 kwietnia 1934 w Sedalii, zm. 20 października 2014 w Hartford) – amerykański wrestler i aktor. Najbardziej znany z roli więźnia w filmie Ucieczka z Nowego Jorku. Stał się rozpoznawalny przez swój ruch wykańczający „hurt punch” który miał spowodować śmierć dwóch innych wrestlerów.

## Kariera

### Wczesne życie
Karierę rozpoczął jako amatorski wrestler, bokser i gracz futbolu w mieście Waterloo (Iowa) w 1962.

### Kariera profesjonalnego wrestlera
We wczesnych latach 60. Baker odbył swój pierwszy mecz w Kansas City, za który miał dostać 300 dolarów, tej samej nocy rozpoczął trening z Buddym Austinem. Początkowo debiutował jako miły prostak ze wsi, ale później przeobraził się w heela, znanego ze swojego wyjątkowego wyglądu, i agresywnych wywiadów przedmeczowych.
W 1967 Baker rozpoczął prace dla World Wide Wrestling Federation (WWWF) jako The Friendly Arkansas Ox. Podczas swojego pierwszego występu połączył siły z Armandem Husseinem w meczu przeciwko Gorilla Monsoonowi. Później Baker walczył dla różnych promocji w Ameryce Północnej (np. dla Stampede Wrestling lub American Wrestling Association). W latach 80 znów powrócił na krótki okres do WWWF.
W 1988 Ox Baker przeszedł na emeryturę i otworzył szkołę dla wrestlerów, w której trenował późniejszą gwiazdę WCW Bryana Clarka.

## Śmierć
20 października 2014 Baker został znaleziony martwy w swoim domu w Hartford. Przyczyną jego śmierci były powikłania po zawale serca.